# Sèrie de Grandi
La sèrie infinita 1 − 1 + 1 − 1 + · · ·, de vegades és anomenada sèrie de Grandi, en honor del matemàtic, filòsof i sacerdot Guido Grandi, qui, el 1703, va realitzar treballs destacats sobre aquesta sèrie.
Utilitzant la notació matemàtica per a sumatoris, la sèrie s'expressa com:
{\displaystyle \sum _{n=0}^{\infty }(-1)^{n}}
És una sèrie divergent, que implica que no posseeix una suma en el sentit usual d'aquesta. D'altra banda, la seva sumació de Cesàro és ¹⁄₂.